# 馬卡諾市

馬卡諾市（西班牙語：Municipio Marcano），是委內瑞拉的一個市，位於該國北部新埃斯帕塔州，首府設於胡安格列戈，始建於1989年1月3日，面積43平方公里，2001年人口28,256，人口密度每平方公里657人。